# مستلزمات مكتبية
المستلزمات المكتبية هو مصطلح عام يشير إلى جميع المستلزمات التي يتم استخدامها بشكل منتظم في المكاتب من قِبل الشركات وغيرها من المؤسسات الأخرى والمواطنين والحكومات، ممن يعملون بجمع المعلومات وفحصها وإخراجها (يُشار إليها بالعامية باسم "الأعمال الكتابية").

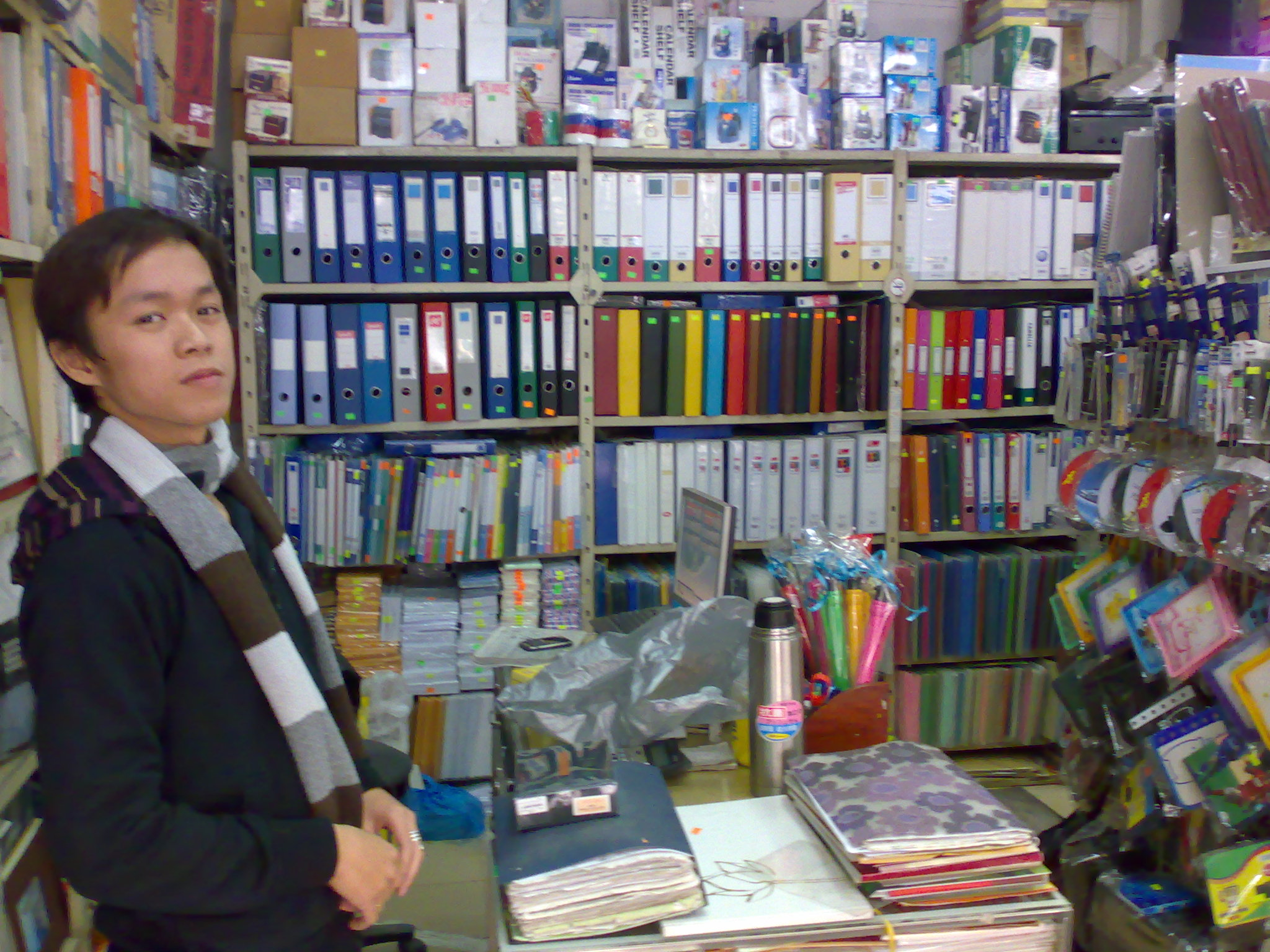
داخل أحد محلات الأدوات المكتبية في هانوي.

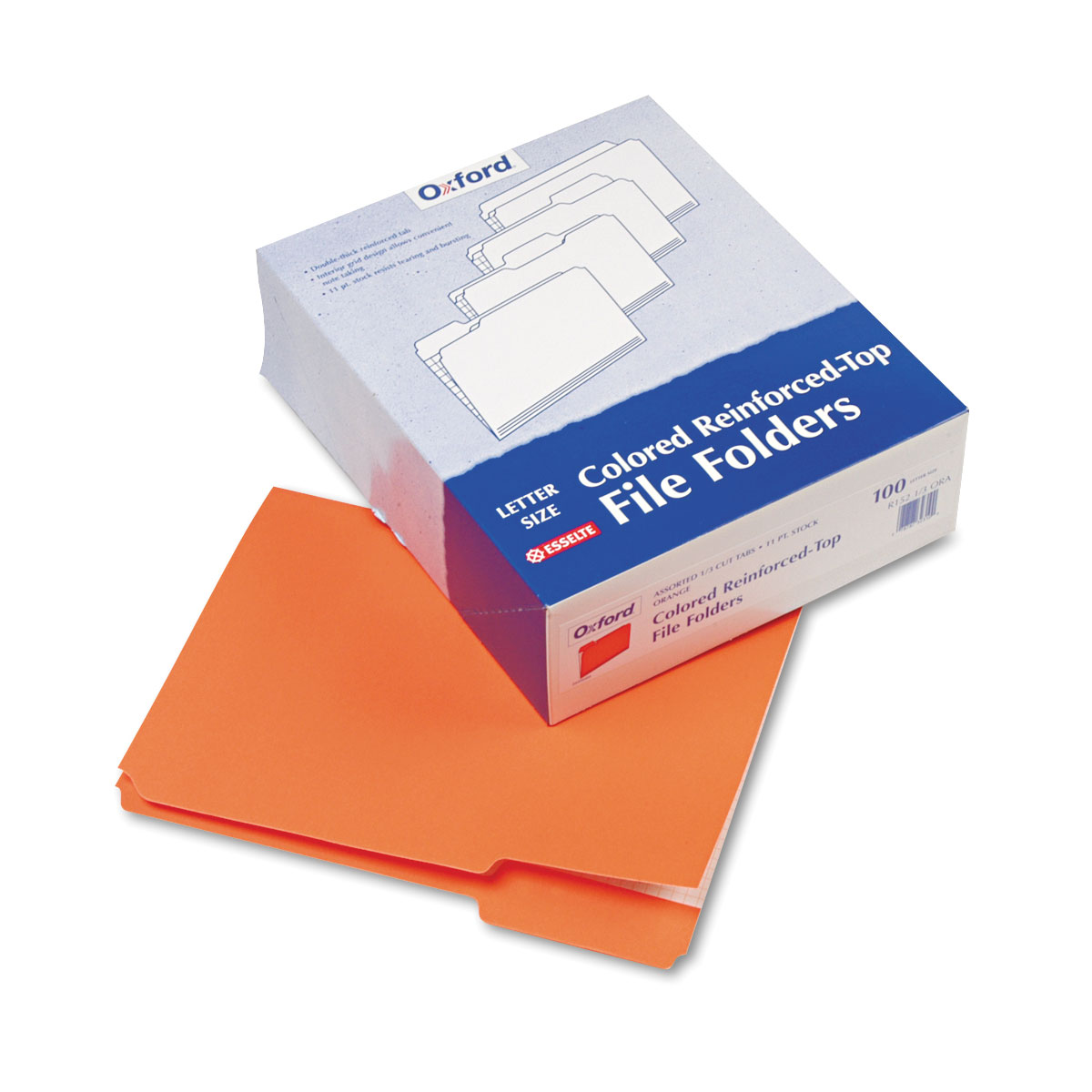
صندوق مجلدات ملفات.

ويشمل هذا المصطلح المواد الاستهلاكية الصغيرة ذات الاستخدام اليومي مثل مشابك الورق وورق الملاحظات اللاصق والدبابيس والآلات الصغيرة مثل الخرامات والمجلدات والدباسات وصفائح التغليف وأدوات الكتابة والأوراق، كما أنه يشمل أيضًا معدات ذات تكلفة أعلى مثل أجهزة الحاسوب والطابعات والناسوخ "أجهزة الفاكس" والآلات الناسخة وآلات تسجيل النقود وكذلك الأثاث المكتبي مثل الكراسي والحجيرات الصغيرة المجزأة وخزانة حفظ الملفات ومكاتب الخزانة. وهناك [بحاجة لمصدر] اثنتان من المعدات المكتبية متوسطة إلى عالية التكلفة اللتان كانتا شائعتين قبل ظهور آلات معالجة النصوص وأجهزة الحاسوب الشخصية ذات الأسعار المناسبة في السبعينيات والثمانينيات من القرن الماضي وهما الآلات الكاتبة وآلات الجمع.
لقد توسعت مؤخرًا العديد من الشركات العاملة في مجال المستلزمات المكتبية إلى أسواق ذات صلة[بحاجة لمصدر] بالنسبة لأعمال مثل مراكز النسخ، والتي تسهل إنشاء وطباعة الأعمال الإضافية مثل بطاقات الأعمال والأدوات المكتبية، علاوة على طباعة وتجليد المستندات التجارية والهندسية عالية الجودة وذات الأحجام الكبيرة. كما توفر بعض الشركات أيضًا خدمات خاصة بالشحن، بما في ذلك التعبئة والتغليف ورسائل البريد الجماعية. بالإضافة إلى ذلك، تقوم العديد من سلاسل البيع بالتجزئة ببيع المستلزمات ذات الصلة الموجودة خارج نطاق العمل وتسويق متاجرها على نحو منتظم كمركز للمستلزمات المدرسية خلال أغسطس وأوائل سبتمبر لكون هذه الفترة فترة بيع رئيسية لمبيعات العودة إلى المدرسة.
وقد قُدرت قيمة صناعة المستلزمات المكتبية بـ 225 مليار دولار أمريكي في عام 1999 ولا تزال في حالة نمو.

## شركات المستلزمات المكتبية
اعتبارًا من 2006، فإن أكبر سلاسل المستلزمات المكتبية في الولايات المتحدة (من حيث الإيرادات) هي Staples Staples 16 (مليار دولار) وOffice Depot 15 (مليار دولار) وOfficeMax 8.9 (مليارات دولار). كما تُعد شركة Staples أكبر سلسلة مستلزمات مكتبية في العالم تملك وتدير متاجرة بشكل مباشر، ولديها 2000 متجر في 27 بلدًا. وأكبر مشغل للمتاجر صاحبة الامتياز هو شركة Office 1 Superstore، التي لديها 600 متجر في أكثر من 25 بلدًا.
ومن بين شركات المستلزمات المكتبية الأخرى في العالم شركة Esselte Leitz،
وHerlitz،
Komus،
وLyreco،
وBadger Office Supplies،
Viking Direct،
وMaske Gruppen،
وأولیفيتي (شركة)،
Ryman،
وVasanta Group،
وVigatec،
وWAE+.
علاوة على ذلك، أدى الارتفاع السريع في شعبية شركات التجارة الإلكترونية في القرن الحادي والعشرين إلى دخول شركات المستلزمات المكتبية في مجال الأعمال الرقمية.
ومن الأمثلة على شركات المستلزمات المكتبية التي تعمل عبر الإنترنت
Shoplet،
وQuill Corporation،
وOffice Depot،
وOffice 1 Superstore
وOffice Max.